# För dig naken
För dig naken är en svensk dokumentärfilm från 2012 i regi av Sara Broos.
Filmen skildrar den svenske konstnären Lars Lerins sökande efter kärleken. Till slut finner han den i den unge brasilianske dansaren Manoel Marques, en man med en bakgrund mycket olik Lerins.
För dig naken producerades och fotades av Broos som även skrev manus. Filmen premiärvisades den 3 februari 2012 på Göteborgs filmfestival och hade biopremiär den 13 april samma år. Den utkom på DVD den 17 oktober 2012 och visades av Sveriges Television två gånger 2012–2013. Filmen spelades in i Värmland, Brasilien och Stockholm.
Vid Göteborgs filmfestival 2012 fick filmen pris för bästa dokumentär. Den fick även hedersomnämnande på Side by Side International Film Festival i Ryssland och på en filmfestival i Köpenhamn samma år.

## Mottagande
Filmen fick ett genomgående positivt mottagande och har medelbetyget 3,8/5 på Kritiker.se, baserat på sexton recensioner. Mest positiva var Kulturbloggen som delade ut sitt högsta betyg, 5/5. Flera andra anmälare gav näst högsta betyg, däribland Sveriges Radio P4, Upsala Nya Tidning och Svenska Dagbladet. Ingen recensent gav lägre betyg än 3/5.